# I Can Only Imagine
«I Can Only Imagine» —en español: «Solo puedo imaginar»— es una canción interpretada por el disc jockey y productor francés David Guetta, con la colaboración del cantante Norteamericano Chris Brown y el rapero Lil Wayne, incluido en el quinto álbum de estudio de Guetta, Nothing but the Beat. Fue lanzada como el séptimo sencillo del álbum, el 4 de mayo de 2012.

## Interpretaciones en directo
David Guetta, Chris Brown y Lil Wayne interpretaron la canción por primera vez en los premios Grammy en 2012 el 12 de febrero de 2012.

## Lista de canciones y formatos
| Descarga digital - Live at the 54th Grammy Awards |                                                                        |          |  |
| N.º                                               | Título                                                                 | Duración |  |
| 1.                                                | «I Can Only Imagine» (Performed live at the 54th Annual Grammy Awards) | 3:09     |  |

| Descarga digital - Remixes |                                                            |          |  |
| N.º                        | Título                                                     | Duración |  |
| 1.                         | «I Can Only Imagine» (David Guetta & Daddy's Groove Remix) | 5:50     |  |
| 2.                         | «I Can Only Imagine» (R3hab Remix)                         | 4:43     |  |
| 3.                         | «I Can Only Imagine» (Extended Mix)                        | 5:31     |  |

## Posicionamiento en listas

### Listas semanales
| Lista (2011-2012)                           | Mejor posición |
| ------------------------------------------- | -------------- |
| Alemania (Media Control AG)                 | 32             |
| Australia (ARIA)                            | 47             |
| Austria (Ö3 Austria Top 40)                 | 17             |
| Bélgica (Valonia) (Ultratip Bubbling Under) | 28             |
| Canadá (Canadian Hot 100)                   | 57             |
| Francia (SNEP)                              | 80             |
| Países Bajos (Mega Single Top 100)          | 98             |
| Nueva Zelanda (Recorded Music NZ)           | 28             |
| Suiza (Schweizer Hitparade)                 | 15             |
| Reino Unido (Official Charts Company)       | 158            |
| Estados Unidos (Billboard Hot 100)          | 90             |

## Historial de lanzamientos
| País           | Fecha                 | Formato                                             | Ref.   |
| -------------- | --------------------- | --------------------------------------------------- | ------ |
| Estados Unidos | 13 de febrero de 2012 | Descarga digital — live at the 54th Grammy Awards   | [ 3 ]  |
|                | 23 de abril de 2012   | Descarga digital — remixes (exclusivo por Beatport) | [ 4 ]  |
| Australia      | 4 de mayo de 2012     | Descarga digital — remixes                          | [ 16 ] |
| Austria        | 4 de mayo de 2012     | Descarga digital — remixes                          | [ 17 ] |
| Bélgica        | 4 de mayo de 2012     | Descarga digital — remixes                          | [ 18 ] |
| Finlandia      | 4 de mayo de 2012     | Descarga digital — remixes                          | [ 19 ] |
| Alemania       | 4 de mayo de 2012     | Descarga digital — remixes                          | [ 20 ] |
| Italia         | 4 de mayo de 2012     | Descarga digital — remixes                          | [ 21 ] |
| Japón          | 4 de mayo de 2012     | Descarga digital — remixes                          | [ 22 ] |
| Países Bajos   | 4 de mayo de 2012     | Descarga digital — remixes                          | [ 23 ] |
| Nueva Zelanda  | 4 de mayo de 2012     | Descarga digital — remixes                          | [ 24 ] |
| Noruega        | 4 de mayo de 2012     | Descarga digital — remixes                          | [ 25 ] |
| Suiza          | 4 de mayo de 2012     | Descarga digital — remixes                          | [ 26 ] |